# Robert Cissé
Robert Cissé (Bamako, 7 luglio 1968) è un arcivescovo cattolico maliano, dal 25 luglio 2024 arcivescovo metropolita di Bamako.

## Biografia
È nato il 7 luglio 1968 a Bamako, nell'arcidiocesi omonima. 

### Formazione e ministero sacerdotale
Dopo aver studiato filosofia presso il seminario maggiore Saint Augustine di Bamako e teologia presso il seminario maggiore Saint Peter Claver di Koumi, è stato ordinato presbitero il 10 luglio 1993.
Dal 2006 al 2009 è stato direttore nazionale delle Pontificie Opere Missionarie in Mali.
Successivamente ha perfezionamento gli studi, conseguendo la laurea in filosofia nel 2004 e il dottorato in filosofia nel 2017 presso la Pontificia Università Urbaniana di Roma.
Rientrato in patria è stato preside della facoltà di filosofia presso l'Université Catholique de l'Afrique de l'Ouest dal 2018 al 2022 e rettore ad interim del seminario maggiore Saint Augustine a Bamako dal 2021 al 2022.

### Ministero episcopale
Il 14 dicembre 2022 papa Francesco lo ha nominato vescovo di Sikasso. Ha ricevuto l'ordinazione episcopale l'11 febbraio 2023 dal cardinale Jean Zerbo, arcivescovo metropolita di Bamako, co-consacranti Jean-Sylvain Emien Mambé, nunzio apostolico in Mali, e Jean-Baptiste Tiama, vescovo di Mopti.
Il 25 luglio 2024 papa Francesco lo ha promosso arcivescovo metropolita di Bamako, succedendo al cardinale Jean Zerbo. Il 6 ottobre seguente ha preso possesso dell'arcidiocesi.

## Genealogia episcopale
La genealogia episcopale è:
- Cardinale Scipione Rebiba
- Cardinale Giulio Antonio Santori
- Cardinale Girolamo Bernerio, O.P.
- Arcivescovo Galeazzo Sanvitale
- Cardinale Ludovico Ludovisi
- Cardinale Luigi Caetani
- Cardinale Ulderico Carpegna
- Cardinale Paluzzo Paluzzi Altieri degli Albertoni
- Papa Benedetto XIII
- Papa Benedetto XIV
- Papa Clemente XIII
- Cardinale Enrico Benedetto Stuart
- Papa Leone XII
- Cardinale Chiarissimo Falconieri Mellini
- Cardinale Camillo Di Pietro
- Cardinale Mieczysław Halka Ledóchowski
- Cardinale Jan Maurycy Paweł Puzyna de Kosielsko
- Arcivescovo Józef Bilczewski
- Arcivescovo Bolesław Twardowski
- Arcivescovo Eugeniusz Baziak
- Papa Giovanni Paolo II
- Cardinale Jozef Tomko
- Cardinale Jean Zerbo
- Arcivescovo Robert Cissé